# Made in Heaven (singel Kylie Minogue)
Made in Heaven – piosenka australijskiej piosenkarki Kylie Minogue. Ukazała się na podwójnym singlu wraz z piosenką „Je Ne Sais Pas Pourquoi” i nie pochodzi z żadnego albumu studyjnego Kylie. Znajduje się ona tylko na składance „Greatest Hits” z reedycji składanki z 2002 roku lub na płycie singla „Je Ne Sais Pas Pourquoi”.

## Teledysk
Teledysk ukazuje Kylie ubraną w czarno-kremową sukienkę, która tańczy, śpiewa i świeci na niebiesko. W tle pokazywane są sceny z teledysków jej wczesnych piosenek.

## Lista utworów
Ta piosenka ukazała się razem z singlem „Je Ne Sais Pas Pourquoi” dlatego nie podano tu listy.